# Ohilimia scutellata
Ohilimia scutellata is een spinnensoort in de taxonomische indeling van de springspinnen (Salticidae).
Het dier behoort tot het geslacht Ohilimia. De wetenschappelijke naam van de soort werd voor het eerst geldig gepubliceerd in 1959 door Kritscher.